# Curt Swanberg
Curt Oscar Teofilus Swanberg, född 4 juli 1897 i Grytnäs socken, var en svenskamerikansk ingenjör.
Curt Swanberg var son till förmannen Oskar Wilhelm Svanberg (född 1865) och läraren Justina Enström (född 1869). Han avlade studentexamen i Örebro 1916 och utexaminerades som kemist från Chalmers tekniska institut 1922. Swanberg var 1923–1924 verksam som disponent vid AB Kromindustri i Stockholm. 1924 flyttade han till New York, där han studerade industriell organisation vid Columbia University samt därefter under en lång följd av år var forskningsingenjör och driftsledare inom den kemiska industrin. Han övergick 1937 till konsulterande verksamhet och var bland annat engagerad av Kooperativa förbundet för att göra rationaliseringsplaner för dess industriella verksamhet. 1940 återvände han till USA, där han bland annat var anställd som chef för en av anläggningarna för atombombsproduktion vid Oak Ridge, Tennessee. Efter kriget ägnade sig Swanberg åt konsulterande verksamhet, vinterhalvåret 1947–1948 var han engagerad av myndigheterna i Holkar, Indore i Indien, för att avge förslag till inrättande av industrier där. Sommaren 1949 reste han till Jugoslavien som industrisakkunnig för Internationella banken i Washington. Från oktober 1949 var han ledamot av Economic Cooperation Administration (ECA):s till Sverige utsända delegation och i denna egenskap industriattaché knuten till amerikanska ambassaden i Stockholm. Swanberg blev amerikansk medborgare 1929.